# أبراهام فورد
الرقيب أبراهام فورد (بالإنجليزية: Abraham Ford) شخصية خيالية من سلسلة القصص المصورة الموتى السائرون، أدى دورها الممثل مايكل كادليتز في المسلسل الأمريكي بنفس العنوان.
في كل من القصص المصوة والمسلسل التلفزيوني يُسافر أبراهام مع حبيبتهُ  ليرافقوا الدكتور يوجين بورتر إلى واشنطن العاصمة، حيث يعتقدون بوجود علاج للفيروس هناك. بمرور الأحداث ينضم أبراهام إلى مجموعة ريك غرايمز.

## الظهور

### سلسلة القصص المصورة
كان كل من أبراهام، يوجين، وروزيتا جزءاً من مجموعة كبيرة. هوجم معسكرهم فأقنع يوجين الجميع مرافقتهُ إلى واشنطن العاصمة، حيث إدعى كونه عالماً سابقاً هناك، بأنه يملك العلاج للفيروس الذي أنهى العالم.

### المسلسل التلفزيوني
في الحلقة العاشرة من الموسم الرابع، يلتقي أبراهام، يوجين، وروزيتا بغلين وتارا، بعد هروبهم من السجن الذي هجم عليه الحاكم وجماعته.

#### الموسم السابع
في الحلقة الأولى من الموسم السابع، يختار نيغن أبراهام ضحية ليقتله بمضربة ويموت جراء إصابته برأسه.

## اختيار الممثل
أعلن عن اختيار الممثلين الثلاث لأدوار شخصيات أبراهام، يوجين، وروزيتا في يوليو، 2013. وأكد صحيفة هوليود ريبورتر عن إخيتار الممثل مايكل كادليتز لأداء الدور.

## وصلات خارجية
- أبراهام فورد في قاعدة بيانات الأفلام على الإنترنت
- أبراهام فورد على موقع قناة AMC